# Eroi in vendita (film)
Eroi in vendita (Heroes for Sale) è un film del 1933 diretto da William A. Wellman. 

## Distribuzione
Fu distribuito nelle sale statunitensi il 17 giugno 1933 dalla Warner Bros.